# Trans-Cunene Corridor
Der Trans-Cunene Corridor (deutsch Trans-Kunene-Fernstraße), ehemals Trans-Cunene Highway, ist eine seit 1997 geplante Fernstraße, die durch die SADC-Staaten Namibia und Angola führt. Der Abschnitt zwischen Otjiwarongo in Namibia und Lubango in Angola ist zudem Teil des Tripolis-Windhoek-(Kapstadt)-Highway.

## Namibia
In Namibia ist die Fernstraße gänzlich asphaltiert und führt vom Hafen Walvis Bay in der gleichnamigen Stadt über die Nationalstraße B2, die Hauptstraße C33 und Nationalstraße B1 bis zum Grenzübergang Oshikango bei Oshikango.
Die Straße wird auf namibischer Seite durch die Bahnstrecken Walvis Bay–Kranzberg, Kranzberg–Otavi, Otavi–Tsumeb und Tsumeb–Oshikango komplementiert. Ein Anschluss an das angolanische Schienennetz ist geplant.

## Angola
Die Fernstraße führt in Angola zunächst als EN120, später dann als EN110 weiter bis Lubango. Sie ist dort nur zum Teil ausgebaut. Ein weiterer Ausbau bis zur Hauptstadt Luanda ist geplant.